# Georg Großberger
Georg Conrad Großberger (* 23. September 1866 in München; † im 20. Jahrhundert) war ein deutscher Brauereidirektor und liberaler Politiker (DDP).

## Familie
Georg Großberger war ein Sohn des gleichnamigen Gründers der Nürnberger Bleistiftfabrik „Großberger & Kurz“ (später Schwanhäusser) und dessen Ehefrau Rosine, geb. Wilhalm. Er war mit Gertrud, geb. Kämpfe, verheiratet und hatte drei Söhne.

## Leben
Großberger erlangte 1884 das Abitur in seiner Geburtsstadt München. Danach absolvierte er eine Brauerlehre in Schleisheim und studierte an der Brauerhochschule in Weihenstephan. Nach seinem Dienst als Einjährig-Freiwilliger in München und einer weiteren, kaufmännischen Lehre in Dresden arbeitete er in einer Maschinenfabrik. 1902 wurde er Direktor der Aktienbrauerei Zwickau und 1906 kaufmännischer und technischer Direktor der „Vereinsbrauerei Greiz A.G.“. 1916 erwarb er die Bürgerrechte in Greiz. Ab 1919 war er als Handelsgerichtsrat tätig. 1934 ist er letztmals im Greizer Adressbuch erwähnt.
Nach der Novemberrevolution 1918 wurde er 1919 für die DDP in der Greizer Landtag gewählt. Daneben war er ab dem 19. Februar 1919 Mitglied des Gemeinsamen Landtages beider reußischer Staaten (ab April 1919 Volksstaat Reuß) bzw. der nach der Gründung des Landes Thüringen aus diesem Landtag hervorgegangenen, 1921 verkleinerten und schließlich zum 31. März 1923 aufgelösten Gebietsvertretung Gera-Greiz. Zum 31. März 1921 schied er aufgrund der Verkleinerung der Gebietsvertretung aus.